# Bolano
Bolano ist eine italienische Gemeinde mit 7457 Einwohnern (Stand 31. Dezember 2023) in der Provinz La Spezia in Ligurien.

## Geographie
Bolano liegt im bergigen Hinterland der Provinz La Spezia an der Grenze zwischen den Regionen Ligurien und Toskana. Genua liegt etwa 80 Kilometer nordwestlich, La Spezia gut 10 Kilometer südwestlich. Am südwestlichen Rand des Gemeindegebiets und durch den Ortsteil Ceparana verläuft die Autostrada A 12 Genua – Rom (Autostrada Azzurra).
Das Territorium von Bolano ist in drei Wohnviertel unterteilt:
- Bolano – das Wohnzentrum mit mittelalterlichem Stadtkern
- Montebello – in die drei Siedlungsgruppen Cima, Mezzo und Fondo unterteilt
- Ceparana – das größte und bevölkerungsreichste Siedlungsgebiet der Gemeinde

Die Nachbargemeinden sind Aulla (MS), Follo, Podenzana (MS), Santo Stefano di Magra, Tresana (MS) und Vezzano Ligure.
Bolano gehört zu der Comunità Montana della Media e Bassa Val di Vara und zum Naturpark Montemarcello-Magra.

## Partnerschaft
Seit 2010 sind Bolano und die französische Gemeinde Saint-Cyr-au-Mont-d’Or verpartnert.

## Söhne und Töchter der Gemeinde
- Marco Lucchinelli (* 1954 im Ortsteil Ceparana), Motorradrennfahrer